# Kohautia caespitosa
Kohautia caespitosa är en måreväxtart som beskrevs av Adalbert Carl Karl Friedrich Hellwig Conrad Schnizlein. Kohautia caespitosa ingår i släktet Kohautia och familjen måreväxter.

## Underarter
Arten delas in i följande underarter:
- K. c. amaniensis
- K. c. brachyloba
- K. c. caespitosa
- K. c. kitaliensis